# Nicolaus Beckmann (Jurist)

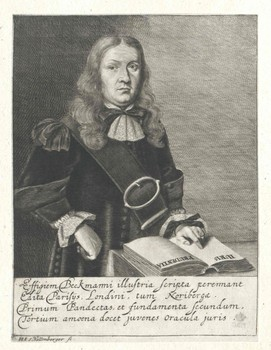
Nicolaus Beckmann

Nicolaus Beckmann (* 1634 in Heide; † 7. April 1689 in Graz) war ein deutscher Jurist und Regimentsrat.

## Leben und Wirken
Wo Beckmann aufwuchs und welche Schulen er besuchte, ist nicht dokumentiert. Da er sich im Mai 1645 gemeinsam mit einem Sohn des Heider Hauptpastors an der Universität Frankfurt/Oder einschrieb, spricht vieles dafür, dass er bis dahin seine Heimatstadt nicht verlassen hatte. Er studierte Jura und wechselte im Juli 1655 an die Universität Königsberg. Spätestens 1656 ging er nach Stockholm und unterrichtete sechs Jahre als Hauslehrer den ältesten Sohn des schwedischen Reichsfeldmarschalls Gabriel Oxenstierna.
Ab 1662 hörte Beckmann gemeinsam mit seinem Schüler Oxenstierna bei Hermann Conring an der Universität Helmstedt. Ende 1663 wechselte er nach Marburg, zwei Jahre später nach Frankreich. Wahrscheinlich aufgrund von Plänen zur Einrichtung einer Universität in Lund wurde er im August 1666 in Orléans zum Doktor beider Rechte promoviert. In seiner Disputation behandelte er „De fidejusionne“. Im Folgemonat veröffentlichte er den Pandekten-Kommentar „Medulla Justinianea“, gewidmet dem unmündigen Karl XI. Danach ging er nach Stockholm und sprach bei Reichskanzler Magnus Gabriel De la Gardie. Im Dezember bekam eine Professur in Lund versprochen, wohin er im Frühjahr 1667 zog und im November offiziell ernannt wurde.
Für das zweite Halbjahr 1668 wurde Beckmann zum Universitätsrektor gewählt. In seiner Position als Lehrer hatte er das Nachsehen gegenüber Samuel von Pufendorf, der einen besser dotierten Lehrstuhl erhalten hatte. Kurz nach der Eröffnung der Universität kam es zu Auseinandersetzungen zwischen Prokanzler Bernhard Oelreich und dem Bischof Peder Winstrup aus Lund. Beckmann stellte sich dabei auf die Seite des Theologen. Ab 1669 prüfte eine Regierungskommission diese Vorgänge und Möglichkeiten, die wirtschaftliche Basis der Schule zu verbessern. Da Beckmanns Lehrstuhl gemäß Resultat als entbehrlich erachtet wurde, musste er sich ab 1671 mit einer Stelle als Honorarprofessor begnügen.
1672 erschien Pufendorfs bahnbrechendes Werk „De iure naturae et gentium“ ohne jegliche Zensur seitens der Regierung. Beckmann plante zur selben Zeit einen „Commentarius ad prima juris fundamentia“ und musste diesen von Pufendorf zensieren lassen. Als der Prüfer gegen das Buch aufgrund cartesianischer Ketzerei vorging, ergriff Beckmann Partei für die orthodoxen Theologen und wurde schließlich von der Regierung mit einem vollständigen Kritikverbot belegt. Beckmann publizierte daraufhin 1673 in Deutschland anonym kritische Ansichten von Josua Schwartz. Seine Schrift hatte er mit zusätzlichen Texten, vermutlich von Winstrup, und eigenen scharfen Anmerkungen versehen. Das Werk erschien unter dem Titel „Index quarundam novitatum, quas … Samuel Puffendorff … contra orthodoxa fundamenta … edidit“.
Pufendorf gab daraufhin öffentlich bekannt, dass das Werk von Beckmann stammte. Dadurch entstand ein Streit der beiden in Form von Eingaben und Niederschriften. Pufendorf hatte die Rückendeckung der Regierung. Beckmann floh daher im November 1673 nach Kopenhagen. In einem Brief forderte er seinen Kontrahenten zum Duell heraus und ging derart heftig gegen die Regierung vor, dass ihn das Konsortium der Universität Lund im 1674 zur öffentlichen Verbrennung ausschrieb. Sie erklärte ihn für ehrlos mit lebenslangem Verbot, das Land erneut zu betreten. Die Regierung billigte diese im April 1675 vollstreckte Entscheidung.
Beckmann zog nach Wien und konvertierte dort 1673 zum katholischen Glauben. Mit Empfehlung des Kaisers bekam er 1675 eine Stelle als Kanzleidirektor des Michelsberger Klosters. Dort schrieb er 1676 die „Doctrina juris“. Es handelte sich um eine alphabetisch gegliederte, lexikalische Beschreibung des römisch-gemeinen Rechts. 1678 und 1681 erschienen hiervon in Nürnberg Neuauflagen. 1677 oder 1678 wurde er zum kaiserlichen Rat ernannt, 1680 zum innerösterreichischen Regimentsrat mit Dienstsitz in Graz. Am 3. März 1685 wurde er zum Ritter geschlagen. Als Regimentsrat arbeitete er bei wichtigen geschäftlichen Angelegenheiten mit. 1681 und 1682 gehörte er der obersten Pestkommission von Graz an. 1682 leitete er als Commissarius in causa magiae in Leibnitz Prozesse gegen Hexen und Zauberer.
Beckmanns letztes Werk kam 1688 in Graz heraus. Es handelte sich um die „Idea juris statutarii et consuetudinarii Stiriaci et Austriaci cum jure Romano collati“. Diese ist der Differentienliteratur zuzuordnen Es handelt sich um die bedeutendste als Buch in Form eines Rechtslexikons erschienene Quelle für das Recht Innerösterreichs des 17. Jahrhunderts. Der Autor stellte die Unterschiede zwischen dem steirischen und Österreichischen Recht und dem römisch-gemeinen Recht dar. Dabei machte er mehrere rechtspolitische Reformvorschläge. So sollten die Landgerichte durch kaiserliche Gerichte abgelöst werden. Zwangsarbeitshäuser sollten insbesondere in Wien und Graz geschaffen werden. Der Zunftzwang sollte wie in Frankreich und Holland beseitigt werden. Es setzte sich für Enteignungen ein, die im allgemeinen Interesse Mittel für den Türkeikrieg liefern würden. Außerdem lehnte er die Todesstrafe bei Verletzung von Jagdgesetzen ab.
Beckmann erarbeitete auch einen erwähnenswerten Plan zur Kodifikation. In dem Vorwort der „Reformata Doctrina juris“ machte er den Vorschlag, dass Kaiser Leopold I. das komplette Rechtsstudium vollständig überarbeiten und durch ein „novum excultum corpus juris Leopoldinum“ ersetzen. In der „Idea juris“ machte er diesen Vorschlag erneut. Es ist unwahrscheinlich, dass er die gut durchdachten und abgewogenen Vorschläge nach einem direkten Vorbild erarbeitete.
Gerhard Buchda war der Meinung, dass Beckmann 1681 unter dem Pseudonym Iustus Veracius das „Libellus Consuetudinum Principatus Bambergensis“ geschaffen habe. Dies muss jedoch als recht fraglich angesehen werden.
Beckmann starb vermögend und kinderlos. Bei seinem Tod hatte er Güter in Graz und St. Peter.

## Familie
Um den Jahreswechsel 1666/67 heiratete Beckmann in erster Ehe Hedwig Klinck, die als Tochter von Wibeke Klinck († 28. Juni 1685 in Lund) aus Eckernförde stammte. Sie arbeitete als Kammerzofe von Hedwig Eleonora von Schweden. Sie starb nach dem März 1686. Das Ehepaar hatte eine unbekannte Anzahl an Kindern, die vor ihrem Vater starben.
In zweiter Ehe heiratete Beckmann Catharina Victoria Hercules, geborene Wottgo. Sie war eine Witwe des Landschaftssekretärs Anton Hercules. Die Ehe blieb kinderlos.